# 鸡冠餃
鸡冠饺，是一种炸制而成的武汉特色小吃，因其形状如鸡冠而得名，也称油饺、油梭子。

## 历史
“油绞”与“油饺”发音相同，但指的是两种不同的湖北小吃。湖北方言中，“油饺”指一种半月形、内含肉馅的油炸面食，一个油饺大于成年人手掌，也称肉饺子、油饺子、油梭子（因与织布梭子相似）、鸡冠饺，以前多为纯肉馅，现代也有粉条肉末馅。“油绞”则指中国各地都很常见的油条。

## 材料
鸡冠饺的馅料不固定，但一般以少量肉末和葱为主，也有加入粉丝的做法。在湖北沙市则常为麻辣藕丁馅，因此被称为藕饺。传统鸡冠饺的面团使用老面发酵而不使用酵母。

### 面团
面粉，糖，盐，小苏打，花椒粉，胡椒粉，葱白

### 肉馅
肉末，小葱，姜粉，胡椒粉，料酒，花椒粉，盐，油

## 製法

### 传统做法
面团加温水，搅拌成絮状，揉成光滑的面团，盖上保鲜膜发酵。肉末加调料搅拌均匀，调入切好的葱末。面团发酵至2倍大小时，加入盐、小苏打（即“打碱”）、花椒粉、胡椒粉、葱白，加适量油反复揉至调料全部被吸收。将面团揪成剂子略微按扁，加肉馅对折，捏住边缘下入油锅，在五六成热的油中炸制外皮酥脆金黄即成。